# Alastor atropos
Alastor atropos är en stekelart som beskrevs av Amédée Louis Michel Lepeletier 1841. Alastor atropos ingår i släktet Alastor och familjen Eumenidae. Inga underarter finns listade i Catalogue of Life.